# Vaudreching
Vaudreching (Duits: Walachen ) is een gemeente in het Franse departement Moselle (regio Grand Est) en telt 525 inwoners (2004). De plaats maakt deel uit van het arrondissement Forbach-Boulay-Moselle.

## Geografie
De oppervlakte van Vaudreching bedraagt 4,7 km², de bevolkingsdichtheid is 111,7 inwoners per km².
De onderstaande kaart toont de ligging van Vaudreching met de belangrijkste infrastructuur en aangrenzende gemeenten.

## Demografie
Onderstaande figuur toont het verloop van het inwonertal (bron: INSEE-tellingen).